# Hemichromis angolensis
Hemichromis angolensis är en fiskart som beskrevs av Steindachner, 1865. Hemichromis angolensis ingår i släktet Hemichromis och familjen Cichlidae. Inga underarter finns listade i Catalogue of Life.